# Satyrium immaculata
Satyrium immaculata är en fjärilsart som beskrevs av Gunder 1927. Satyrium immaculata ingår i släktet Satyrium och familjen juvelvingar. Inga underarter finns listade.